# Кампхёйс, Эсме
Э́сме Ка́мпхёйс (нидерл. Esmé Kamphuis, 22 мая 1983, Зволле) — нидерландская бобслеистка, рулевая, выступает за сборную Нидерландов с 2004 года. Участница двух зимних Олимпийских игр, обладательница бронзовой медали чемпионата Европы, неоднократная победительница и призёрша национальных первенств, различных этапов Кубка мира и Европы. Прежде чем перейти в бобслей, занималась семиборьем.

## Биография
Эсме Кампхёйс родилась 22 мая 1983 года в городе Зволле, провинция Оверэйсел. Заинтересовалась спортом уже с юных лет, в молодости занималась лёгкой атлетикой, в частности, участвовала в соревнованиях по семиборью. В 2004 году решила попробовать себя в бобслее, вскоре в качестве рулевой присоединилась к национальной сборной и стала ездить на крупные международные старты, причём часто показывала довольно неплохое время. Спустя два года дебютировала на Кубке Европы, на первом этапе в австрийском Иглсе сразу же заняла шестое место, через неделю добилась того же результата в немецком Кёнигсзее. В январе 2007 года впервые поучаствовала в заездах Кубка мира, при этом пришла к финишу лишь восемнадцатой. Также приняла участие в программе взрослого чемпионата мира на трассе в швейцарском Санкт-Морице, однако и здесь осталась вдалеке от призовых позиций, поднявшись в двойках только до двадцать первой строки.
В следующем сезоне не всегда попадала на этапы мирового кубка и часто вынуждена была ездить на менее престижный второстепенный европейский кубок, но была здесь весьма успешна, выиграла золотую и серебряную медали. На юниорском чемпионате мира 2008 года в Иглсе финишировала седьмой, тогда как на взрослом в Альтенберге закрыла десятку сильнейших. Год спустя после нескольких выступлений на Кубке Северной Америки вернулась на Кубок мира, причём со значительным прогрессом — почти на всех этапах оказывалась в лучшей десятке. Однако на мировом первенстве 2009 года в американском Лейк-Плэсиде проехала хуже предыдущего раза, сумев добраться только до пятнадцатой позиции.
Благодаря череде удачных выступлений Кампхёйс удостоилась права защищать честь страны на зимних Олимпийских играх 2010 года в Ванкувере, где в паре с разгоняющей Тине Венстрой заняла в программе двухместных женских экипажей восьмую строку. После Олимпиады продолжила соревноваться на самом высоком уровне, постепенно улучшая свои результаты. В феврале 2011 года завоевала свою первую медаль с Кубка мира, серебряную, это произошло на этапе в итальянской Чезане, причём спортсменка выступала с новой разгоняющей Юдит Вис. На последовавшем чемпионате мира в Кёнигсзее они заняли шестое место, и это лучший результат Эсме Кампхёйс на данных соревнованиях, кроме того, их экипаж получил бронзу за участие в чемпионате Европы.
В 2014 году Кампхёйс побывала на Олимпийских играх в Сочи, где финишировала четвёртой в программе женских двухместных экипажей.